# كورت دالوج
كورت ماكس فرانز دالوج   (15 سبتمبر 1897   - 24 أكتوبر 1946) كان رئيسًا للشرطة الوطنية الرسمية في ألمانيا النازية (أوردنونغسبوليزي). بعد اغتيال رينهارد هايدريش في عام 1942، شغل منصب نائب حامي محمية بوهيميا ومورافيا. وجه دالوج التدابير العقابية الألمانية للاغتيال، وشملت مذبحة Lidice. بعد نهاية الحرب العالمية الثانية، تم تسليمه إلى تشيكوسلوفاكيا حيث حوكم وأدين وأُعدم في عام 1946. 

## النشأة والمهنية
ولد دالوج، وهو نجل مسؤول في الدولة البروسية، في بلدة كروزبرج العليا في سيليزيا العليا (الآن Kluczbork) في 15 سبتمبر 1897.  دخل الجيش البروسي في عام 1916 وخدم في فوج مشاة الحرس السابع.  خدم في الجبهة الشرقية. في أكتوبر 1917، حضر تدريب الضباط في دوبرتز. خلال خدمته على الجبهة الغربية، أصيب بجروح خطيرة في الرأس والكتف. تم نقله إلى المستشفى وأعلن عن اصابته بعجز بنسبة 25٪. حصل دالوج على الصليب الحديدي من الدرجة الثانية (1918) وشارة الجرح باللون الأسود (1918). 

## العشرينات
بعد الحرب العالمية الأولى، أصبح دالوج قائدًا لـ Selbstschutz Oberschlesien (SSOS) - دفاع سيليزيا الأعلى - منظمة لقدامى المحاربين في سيليزيا العليا التي شاركت في القتال مع البولنديين في تلك المنطقة. في عام 1921، أصبح نشطًا في فريكوربس روسباخ أثناء دراسته للهندسة في الجامعة التقنية في برلين.  حيث حصل على شهادة في الهندسة المدنية.  بعد عامين التحق بالحزب النازي (NSDAP) وتم تكليفه برقم 31981 في الحزب؛  كما انضم إلى حزب العمال الألمان الأكبر في نفس العام. من عام 1924، ساعد في تنظيم برلين فرونت بان، وهي منظمة واجهة لكتيبة العاصفة (إس إيه) النازية، حيث تم حظره والحزب النازي في بروسيا في ذلك الوقت. وفي عام 1926 التحق بكتيبة العاصفة مباشرة، ليصبح في نهاية المطاف زعيم كتيبة العاصفة في برلين ونائب (بمنصب غوليتر) غوبلز، في برلين.  طوال الفترة 1926-1929، قاد دالوج فرع برلين-براندنبورغ في كتيبة العاصفة. 

## الشوتزشتافل وقيادة الشرطة

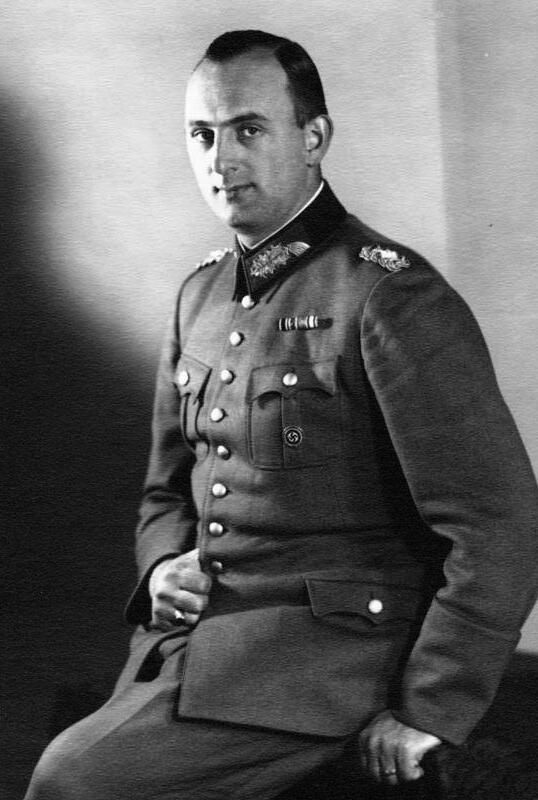
دالوج في عام 1933

في يوليو 1930، وفقًا لرغبات هتلر، استقال دالوج من كتيبة العاصفة وانضم إلى شوتزشتافل برتبة SS - Oberführer ورقم عضوية 1111.  كانت مسؤوليته الرئيسية هي التجسس على كتيبة العاصفة والمعارضين السياسيين للحزب النازي فيها.  تم وضع مقر الشوتزشتافل في برلين في مكان استراتيجي في زاوية Lützowstrasse وPotsdamerstrasse، مقابل مقر كتيبة العاصفة. 
في أغسطس من عام 1930، عندما قام زعيم كتيبة العاصفة في برلين والتر ستينز بمهاجمة مقر حزب برلين، كان رجال Daluege's SS هم الذين دافعوا عنه وأوقفوا الهجوم. في وقت ما بعد ذلك في رسالة مفتوحة إلى Daluege ، أعلن أدولف هتلر «في رسالة مفتوحة إلى دالوج شعار قوات الأمن الخاصة SS Mann deine Ehre heißt Treue!» («رجل إس إس، شرفك هو الولاء»)؛ و«شرفي يسمى الولاء» (شرفي هو الولاء).  رقى هتلر كلا من دالوج وهاينريش هيملر إلى رتبة أوبر غروبن فوهرر، حيث تولى دالوج قيادة قوات الأمن الخاصة في شمال ألمانيا، بينما سيطر هيملر وحدات قوات الأمن الخاصة الجنوبية من ميونيخ بالإضافة إلى كونه زعيما وطنيا لقوات الأمن الخاصة بأكملها. في عام 1932 أصبح دالوج مندوبًا للحزب النازي في برلمان الولاية البروسية، وفي نوفمبر 1932 تم انتخابه للرايخستاغ الذي يمثل الدائرة الانتخابية في برلين الشرقية، وهو مقعد احتفظ به حتى عام 1945. وفي الوقت نفسه، نقل هيرمان جورينج دالوج إلى وزارة الداخلية البروسية، حيث تولى قيادة الشرطة غير السياسية برتبة جنرال دير بوليزي. أدت المؤامرات التي حاكها هيرمان غورينغ وهينريش هيملر إلى سلسلة من عمليات الإعدام خارج نطاق القضاء لأجل تعزيز قبضته على السلطة في ألمانيا للتخفيف من مخاوف الجيش الألماني حول دور إرنست روم وكتيبة العاصفة حيث لعب داليج دورًا مهمًا في ليلة السكاكين الطويلة التي قُتل خلالها روم إلى جانب العديد من الأعضاء البارزين في كتيبة العاصفة بين 30 يونيو و 2 يوليو 1934، مما أدى إلى تحييد كتيبة العاصفة وتحويل ميزان القوى داخل الحزب إلى فافن إس إس.   

## الحياة الشخصية
في 16 أكتوبر 1926، تزوج دالوج من كاث شوارز (من مواليد 23 نوفمبر 1901) التي أصبحت لاحقًا عضوًا في الحزب النازي (بعضوية رقم 118,363).  في عام 1937، تبنى دالوج وزوجته ابنًا. بعد ذلك، أنجبت زوجته ثلاثة أطفال بيولوجيين ولدوا في عامي 1938 و1940 وابنة ولدت في عام 1942. 
في مايو 1943، أصيب بمرض خطير بعد نوبة قلبية كبيرة. في أغسطس / آب، أعفي من جميع مسؤولياته وقضى بقية الحرب في العيش في عقار في بوميرانيا الغربية أعطاه هتلر إياه. 

## الاعتقال والمحاكمة والإدانة والحكم
في مايو 1945، اعتقلت القوات البريطانية دالوج في لوبيك إلىلوكسمبورغ ثم في نورمبرغ حيث اتهم بأنه «مجرم حرب كبير».  في سبتمبر 1946 بعد تسليمه إلى تشيكوسلوفاكيا، حوكم على العديد من الجرائم ضد الإنسانية.  طوال محاكمته، كان دالوج غير نادم، مدعيا أنه محبوب من قبل «ثلاثة ملايين من رجال الشرطة».  أدين في جميع التهم وحُكم عليه بالإعدام في 23 أكتوبر 1946. شنق دالوج في سجن بانكراتش في براغ في 24 أكتوبر 1946.  

## ملخص إس إس الوظيفي
تواريخ الترقيات
- اس اس - اوبرفيرر: 25 يوليو 1930 [13]
- س.س. جروبنفهر: 1 يوليو 1932 [13]
- جنرال ماجدير دير لانديسبوليزي: 14 سبتمبر 1933 [13]
- س. أوبيرجروبفهرر: 9 سبتمبر 1934 [13]
- جينيرال لوتنانت der Landespolizei : 20 أبريل 1935 [13]
- جنرال دير بوليزي: 17 يونيو 1936 [13]
- SS- أوبرست-جروبنفهر أوند جنرالوبيرست دير بوليزى: 20 أبريل 1942 [13]

الأوسمة
- الصليب الحديدي، من الدرجة الثانية (1918) [13]
- شارة الجرح بالأسود (1918) [13]
- صليب الشرف في الحرب العالمية 1914/1918 (1929)
- شارة الحزب الذهبي (1934) [13]
- حرب الاستحقاق مع السيوف، من الدرجة الثانية (1941) والدرجة الأولى (1941) [13]
- الصليب الألماني بالفضة (10 سبتمبر 1942) [13]
- صليب الاستحقاق الحربي، بالسيوف (7 سبتمبر 1943) [13]

## روابط خارجية
- كورت دالوج على موقع مونزينجر (الألمانية)